# Delias messalina
Delias messalina är en fjärilsart som beskrevs av Ramnik Arora 1983. Delias messalina ingår i släktet Delias och familjen vitfjärilar. Inga underarter finns listade i Catalogue of Life.